# Finglish
Il termine Finglish fu introdotto dal professor Martti Nisonen negli anni venti a Hancock, nel Michigan, per descrivere un fenomeno linguistico che egli riscontrò in America. Come dice lo stesso termine, il Finglish è una mescolanza di inglese e finlandese. Nel Finglish gli elementi lessicali inglesi vengono inseriti nella cornice della morfologia e della sintassi finlandese. Gli immigrati finlandesi di Canada e Stati Uniti rappresentano uno dei più importanti gruppi che parlano Finglish, ma il Finglish è adottato anche in alcune zone della Finlandia dove più forti sono i contatti internazionali. La storia del Finglish può essere divisa in Vecchio Finglish e Nuovo Finglish.

## Storia
Un esempio di Vecchio Finglish:
Frank ja Wilbert oli Saran kanssa kaaralla käymäs vilitsis. Ne kävi haartveerstooris ostamas loonmouverin ja Sara kävi ottaan heerkatin piutisaluunasa. Kun ne tuli haussiin, niin mamma laitto äpylipaita.
La sua traduzione in italiano è:
"Frank e Wilbert erano con Sara a visitare il paese in macchina. Sono andati al negozio di ferramenta a comprare un tosaerba, mentre Sara si faceva tagliare i capelli in un salone di bellezza. Quando sono tornati a casa, la mamma ha servito una torta di mele".
È interessante paragonare la versione Finglish con quella finlandese, priva di anglicismi:
Frank ja Wilbert olivat Saran kanssa käymässä autolla kylässä. He kävivät rautakaupassa ostamassa ruohonleikkurin ja Sara kävi laitattamassa kampauksen kauneushoitolassa. Kun he tulivat kotiin, äiti laittoi omenapiirakkaa.
Il Vecchio Finglish ebbe origine tra la prima e la seconda generazione di immigrati finlandesi negli Stati Uniti e in Canada. Poiché solo una ristretta minoranza possedeva un livello d'istruzione elevato e sapeva parlare inglese, molti di loro accettarono lavori umili e furono impiegati nelle industrie, dove impararono l'inglese attraverso la pratica. Le abilità linguistiche della prima generazione di finlandesi americani rimasero sempre limitate; la seconda e la terza generazione, invece, erano più o meno bilingui. Il Finglish prese la forma di un pidgin, costituito da elementi conosciuti, di matrice finlandese, e altri elementi di origine inglese, che gli immigrati erano costretti ad apprendere.
La maggior parte degli immigrati finlandesi proveniva dalla Savonia, dalla Tavastia e dall'Ostrobotnia, dunque anche la grammatica rifletteva i dialetti di quelle regioni.
Spesso le parole usate nel Finglish statunitense hanno significati completamente diversi in finlandese; sono diventati prestiti espressivi ruuma (in inglese room, "stanza"; in finlandese "stiva"), piiri (in inglese beer, "birra"; in finlandese "distretto"), leijata (in inglese to play, "giocare"; in finlandese "svolazzare"), reisi (in inglese crazy, "pazzo"; in finlandese "coscia") o touvi (in inglese stove, "stufa"; in finlandese "drizza"). I composti Finglish statunitensi possono produrre combinazioni totalmente incomprensibili per persone di madrelingua finlandese, come ad esempio piirikäki (in inglese beer keg, "birra alla spina"; in finlandese "distretto-cuculo") o ilmapiika (in inglese flight attendant, "assistente di volo"; in finlandese "cameriera d'aria").
Il Vecchio Finglish non è destinato a sopravvivere, dato che i suoi parlanti hanno attualmente più di ottant'anni. I discendenti della maggior parte dei finlandesi americani o parlano solamente inglese o, se hanno mantenuto i legami con la lingua dei loro antenati, parlano il finlandese standard oltre all'inglese.

## Situazione attuale
Il Nuovo Finglish ha origine in Finlandia. Le risorse a cui attinge sono la tecnologia, la cultura popolare, varie sub-culture e il fandom. Differisce dallo "slang" poiché utilizza anche alcune strutture linguistiche dell'inglese. Esempi di alcune espressioni di cultura popolare finlandese sono vörkkiä (to work, lavorare), biitsi (beach, spiaggia), spreijata (to spray, spruzzare), hengailla (to hang out, uscire) e hevijuuseri (heavy user).
Mentre il Vecchio Finglish si contraddistingueva per essere una lingua di immigrati di basso ceto sociale, il Nuovo Finglish è usato dai giovani in contatto con la lingua inglese. Il Nuovo Finglish non deve essere confuso con lo slang di Helsinki, malgrado la variante moderna di quest'ultimo abbia accolto anche alcuni prestiti dall'inglese.